# Austin Makacha
Austin Makacha (Nairobi, 25 maggio 1984) è un ex calciatore keniota, di ruolo centrocampista.

## Carriera
Iniziò la sua carriera nella squadra di Nairobi dell'A.F.C. Leopards, da dove si trasferisce in Costa Rica, presso la squadra del Club Sport Herediano, ritornando però in patria a fine stagione, presso il Kangemi United. Dopo 2 anni va a giocare nel club di Mathare con il Mathare United dove nel 2008 vince il campionato keniota. Dopo 4 stagioni va a giocare in Svezia all'IK Sirius Fotboll dove esordisce contro il Falkenbergs Fotbollförening nella sconfitta per 3-1, in totale gioca 12 partite ma a fine stagione torna in Kenya a giocare di nuovo nel Mathare United sempre come capitano. Dal 2012 non risulta più in attività.

## Nazionale
Ha giocato in nazionale tra il 2007 e il 2009, giocando 16 partite e segnando 1 gol.

## Palmarès
- 2008: Kenyan Premier League
- 2008: capocannoniere della Kenyan Premier League